# Pola de Allande
Pola de Allande (en eonaviego, La Puela) es una villa y una parroquia del concejo asturiano de Allande, en España. La villa de Pola de Allande es la capital del concejo.
En los 34,01 km² de extensión de la parroquia habitan un total de 662 personas (INE 2017).
La villa de  Pola de Allande está situada a 524 m s. n. m. y dista 104 km de la ciudad de Oviedo, capital del Principado.
Es uno de los municipios de Asturias en los que se habla gallego-asturiano.

## Poblaciones
Según el nomenclátor de 2023, la parroquia comprende las siguientes poblaciones:
- Caleyo (Caleyu, casería)
- Cereceda (Zreiceda, lugar)
- Cimadevilla (Cimaviḷḷa, lugar)
- Colobredo (Culubréu, aldea)
- Ferroy (Ferrói, lugar)
- Fresnedo (Fresnéu, casería)
- El Mazo (El Mazu, lugar)
- Peñablanca (Penablanca, lugar)
- Peñaseita (Penaseita, aldea)
- Pola de Allande (La Puela, villa)
- La Reigada (casería)
- La Roza (casería)
- Valbona (lugar)
- Villafrontú (Viḷḷafrontú, aldea)

## Historia
La más antigua presencia humana en tierras allandesas data del neolítico, tiempos de los que son testigos la arquitectura megalítica presente en el concejo, donde destaca el dolmen de la Filadoira.
El periodo arcaico mejor representado es el de la cultura castrense, muy extendida por todo el concejo, de la que dan fe castros como el de San Chuis, datado en la época romana.
Asimismo goza también de gran relevancia la presencia romana, especialmente visible en las explotaciones auríferas de la zona, siendo las más destacadas aquellas conocidas como: "La Fana la Freita", "La Cárcava" y "A Cova de Xan Rata" (esta última es una de las pocas explotaciones horizontales en todo el norte de España).
Sigue un periodo poco conocido, es posible que por su situación haya estado bajo el control del reino suevo y luego del visigodo. Las primeras referencias documentales son del siglo X, pero en su mayor parte se consideran sospechosas de falsedad, pero ya en el siglo XI, ciertas entidades eclesiásticas monásticas comenzaron a dejar sentir su influencia económica y feudalizante en esta zona.
Destaca el influjo del monasterio de San Juan de Corias que contaba en 1.044 con una dotación de abundantes tierras allandesas, pero habrá otros monasterios que cada vez acapararon más tierras, destacando así, el de Santa María Celón. También el cabildo catedralicio disponía de propiedades en la comarca durante la Baja Edad Media. 
No faltaron los conflictos por los diezmos del arciprestazgo de Allande y la iglesia de Oviedo, así tenemos un ejemplo con la iglesia de San Salvador de Oviedo entre los años 1262 y 1268. El Obispo Pedro otorga a los hombres del concejo de Allande dependientes de la Iglesia, todo cuanto halla en su propiedad para que puedan "fazer poblu" imponiendo como fuero la cantidad de 110 maravedís al año, esta decisión debía de surtir efecto pues para 1277 aparece Allande entre los pueblos del occidente asturiano que establece hermandad con la villa de Avilés para prestarse ayuda en el mantenimiento del orden en sus territorios. También debió influir en el desarrollo el privilegio otorgado por Alfonso IX, ya que este concejo fue paso en la peregrinación del Camino de Santiago.
Durante el reinado de Fernando VI el concejo de Allande fue moneda de cambio que utilizaba la corona para pagar sus servicios a los leales, particularmente a la familia Quiñones. Contra estas concesiones protestaron los vecinos y en 1378 un representante de Allande estuvo presente en la Junta General reunida en Oviedo para rechazar estas prerrogativas impuestas.
Del dominio de la familia Quiñones pasó a Rodrigo de la Rúa quien la compra por un millón de maravedíes. Rodrigo de la Rúa fundó mayorazgo a favor de su hijo mayor Gutiérrez González de Cienfuegos y en adelante el señorío de Allande permaneció ligado a la casa de Cienfuegos que obtendrá el título de conde de Marcel de Peñalba, concedido por Felipe IV en 14 de diciembre de 1646 a don García Valdés Osorio, que pasa a su sobrino Baltasar González de Cienfuegos y Valdés Osorio, hijo de su hermana María. Las prerrogativas fueron mantenidas hasta la reforma constitucional de 1812.
La presencia del concejo de Allande en la Junta General no fue siempre continuada y su representación fue ejercida por algún miembro de la casa Cienfuegos.
Los tiempos modernos no trajeron grandes transformaciones ya que en el siglo XVIII continuaba siendo fundamentalmente un concejo agrario. El escaso complemento industrial, estaba en los mazos de hierro hidráulicos que se utilizaban para estirar el hierro, situados en El Mazu d'Arriba, El Mazu d'Abaxu, El Colobréu y La Ponte. Todos ellos eran propiedad de un viejo poder feudal: el conde de Peñalba, señor de Cienfuegos. Si hay algo que llama la atención de la evolución histórica moderna de Allande es la resistencia anti señorial protagonizada por sus vecinos, hay continuas quejas y recursos contra el conde, hasta que en 1742 el concejo de Allande será castigado por su resistencia con el "perpetuo silencio".
En 1744 se dictan unas ordenanzas en las que se reconoce el señorío de la casa de Cienfuegos.
La Constitución de Cádiz traerá la deseada autonomía concejil para Allande liberada de la interferencia señorial. 
La guerra civil afecta de forma marginal al concejo, quedando a un lado de la penetración de las columnas gallegas de los sublevados. No obstante no se libró de los excesos llevados a cabo por ambos bandos, encarnados en represión, palizas o "paseos" realizados durante la duración de la contienda.

## Allandeses ilustres
- Frank Braña, actor (1934 - 2012)